# Opilioacaridae
Opilioacaridae é uma família de ácaros pertencente à subordem monotípica Opilioacarida, caracterizados por uma anatomia muito diferenciada em relação aos restantes ácaros. A família inclui 20 espécies validamente descritas repartidas por 6 géneros.

## Sistemática
A família Opilioacaridae inclui os seguintes géneros:
- Opilioacarus (numerosas espécies, distribuição euroasiática)
- Neoacarus (originário das Américas, frequentemente considerado como um subgénero de Opilioacarus)
- Panchaetes
- Paracarus (o único género recente, agrupa espécies com 6 olhos)
- Adenacarus
- Caribeacarus